# 御蔵島村立御蔵島小中学校
御蔵島村立御蔵島小中学校（みくらじまそんりつみくらじましょうちゅうがっこう）とは、東京都御蔵島村に存在する公立小中併設校である。小学校と中学校とは同一建物に併設し、相互に使用している。また、島内唯一の学校である。

## 概要
校舎は6階建てで、生徒数は小学校23名、中学校3名（平成30年度現在）。教育課程研究指定校（へき地教育）、言語能力向上拠点校の指定を受けている。校歌は小学校、中学校で別にあり、作曲は日野昭三で作詞は杉山敏行である。

## 沿革
- 1874年（明治7年） - 旧万蔵寺庫裏に小学校が開校。
- 1883年（明治16年） - 校舎改築（平屋8.25㎡）。
- 1897年（明治30年） - 稲荷神社前に、校舎新築移転。
- 1903年（明治36年） - 校舎増築（平屋115.3㎡）。
- 1907年（大正6年） - 校舎増築（平屋116.7㎡）。
- 1918年（大正7年） - 高等科並びに農業補習校併設。
- 1926年（大正15年） - 校舎新築（2階建て280㎡）。
- 1930年（昭和5年） - 青年学校併置。
- 1940年（昭和15年） - 南郷分校が開校。
- 1945年（昭和20年）6月 - この月から11月まで、秋田県金足村へ学童疎開。
- 1946年（昭和21年）
  - 5月 - 校舎が全焼。
  - 6月 - 旧軍用施設で授業再開。
- 1947年（昭和22年）
  - 4月 - 小学校内に中学校が開校。
  - 6月 - 中学校開校式と第1回入学式挙行。最初の中学校生徒は35名。
- 1948年（昭和23年）4月 - 小学校仮校舎落成（平屋145.2㎡）。
- 1949年（昭和24年）
  - 5月 - PTA設立。
  - 10月 - アイオン台風により中学校校舎大破する被害が生じた。
- 1950年（昭和25年）11月 - 修学旅行（見学旅行）実施。
- 1951年（昭和26年）9月 - 中学校新校舎落成。
- 1959年（昭和34年）1月 - 第1回マラソン大会開催（中学校）。
- 1961年（昭和36年）3月 - ヘリポート併設の運動場工事完了。
- 1966年（昭和41年）3月 - 南郷分校廃校。
- 1968年（昭和43年）1月 - 創立20周年記念として、バッチ作製（現在の校章）。
- 1971年（昭和46年）3月 - 体育館とプールが完成。
- 1974年（昭和49年）11月 - 第1回学校祭開催。
- 1975年（昭和50年）3月 - 小中合同校舎完成し、移転。
- 1976年（昭和51年）9月 - 給食開始。
- 1980年（昭和55年）10月 - 台風19号により体育館一部損壊、国旗掲揚塔倒壊。
- 1986年（昭和61年）2月 - 校歌及び校章制定・校旗完成。
- 1987年（昭和62年）9月 - 台風13号により体育館・視聴覚室屋根破損。
- 1988年（昭和63年） - 「ゆとりの時間・郷土学習」について紀要にまとめて発表。
- 1993年（平成5年） - 校歌CD作製。
- 1994年（平成6年）9月 - 小学校創立120周年と中学校創立50周年の両記念式典挙行し、祝賀会開催。
- 1995年（平成7年）
  - 3月 - コンピュータルーム完成。校庭拡張、校門設置。
  - 9月 - 台風12号により、体育館の屋根が破損する被害が生じた[6]。
  - 10月 - グリーンダストによる校庭整備。
- 2000年（平成12年）
  - 4月 - 小中合同校舎（6階建て）完成し、移転。
  - 5月 - 新校舎落成記念式典挙行。
- 2002年（平成14年）
  - 3月 - 学校110番設置。
  - 6月 - イルカワークショップ（イルカの生息について）に参加。
- 2008年（平成20年）
  - 3月 - 給食30周年記念行事開催。
  - 4月 - 校庭全面芝生化工事完了。
  - 5月 - 芝生開き行事。
- 2010年（平成22年）11月 - 学校体育館屋根に太陽光発電設置。
- 2014年（平成26年）9月 - 校内LAN及びインターホン設置。

## 部活動
- バドミントン部

## 周辺
- 御蔵島村役場 - 敷地が隣接。
- 東京都道223号御蔵島環状線
- 御蔵島ヘリポート - 都道223号線をはさんで、敷地が隣接。
- 村営宿泊施設御蔵荘

## アクセス
- 東邦航空「東京愛らんどシャトル」で、御蔵島ヘリポートから、すぐそば。
- 東海汽船御蔵島港から、御蔵島郵便局付近経由の最短ルート経由で、徒歩約1km強・約16分。